# Zuid-Duits voetbalkampioenschap 1927/28
In 1927/28 werd het 28ste voetbalkampioenschap gespeeld dat georganiseerd werd door de Zuid-Duitse voetbalbond. Bayern München werd kampioen en plaatste zich voor de eindronde om de Duitse landstitel.
De eindronde werd opnieuw geherstructureed. De kampioen en vicekampioen waren nog steeds rechtstreeks geplast voor de nationale eindronde. Dit seizoen mochten nu ook de nummers drie uit de regionale competities naar de Zuid-Duitse eindronde en werden verdeeld over twee groepen. Beide groepswinnaars bekampten elkaar voor het derde ticket. Zo plaatsen Eintracht Frankfurt zich als vicekampioen en Wacker München als winnaar van de niet-kampioenen.
Frankfurt werd in de eerste ronde verslagen door SpVgg Sülz 07. Wacker versloeg Dresdner SC, TeBe Berlin en verloor dan in de halve finale van Hertha BSC. Bayern versloeg Wacker Halle, SpVgg Sülz en verloor in de halve finale van Hamburger SV.

## Eindronde

### Kampioenen
| Plaats | Club                   | Wed. | W  | G | V  | Saldo | Ptn   |
| ------ | ---------------------- | ---- | -- | - | -- | ----- | ----- |
| 1.     | FC Bayern München      | 14   | 10 | 4 | 0  | 41:17 | 24:4  |
| 2.     | Eintracht Frankfurt    | 14   | 9  | 3 | 2  | 39:23 | 21:7  |
| 3.     | SpVgg Fürth            | 14   | 8  | 4 | 2  | 37:15 | 20:8  |
| 4.     | Karlsruher FV          | 14   | 5  | 2 | 7  | 34:29 | 12:16 |
| 5.     | Stuttgarter Kickers    | 14   | 3  | 5 | 6  | 25:30 | 11:17 |
| 6.     | VfR Wormatia Worms     | 14   | 4  | 3 | 7  | 28:37 | 11:17 |
| 7.     | SV Waldhof 07 Mannheim | 14   | 3  | 3 | 8  | 33:42 | 9:19  |
| 8.     | FV Saarbrücken         | 14   | 2  | 0 | 12 | 19:63 | 4:24  |

|  | Kampioen, geplaatst voor nationale eindronde |
|  | Geplaatst voor nationale eindronde           |

### Niet-kampioenen

#### Noordwest
| Plaats | Club                     | Wed. | W  | G | V  | Saldo | Ptn   |
| ------ | ------------------------ | ---- | -- | - | -- | ----- | ----- |
| 1.     | FSV Frankfurt            | 14   | 11 | 2 | 1  | 45:21 | 24:4  |
| 2.     | FSV Mainz 05             | 14   | 7  | 3 | 4  | 42:25 | 17:11 |
| 3.     | VfL Neckarau             | 14   | 7  | 3 | 4  | 38:25 | 17:11 |
| 4.     | FG 03 Ludwigshafen       | 14   | 8  | 1 | 5  | 24:29 | 17:11 |
| 5.     | Rot-Weiß Frankfurt       | 14   | 3  | 5 | 6  | 23:25 | 11:17 |
| 6.     | VfL Neu-Isenburg         | 14   | 2  | 7 | 5  | 22:31 | 11:17 |
| 7.     | Saar 05 Saarbrücken      | 14   | 4  | 3 | 7  | 21:30 | 11:17 |
| 8.     | VfB Borussia Neunkirchen | 14   | 1  | 2 | 11 | 22:51 | 4:24  |

|  | Wedstrijd om derde deelnemer eindronde |

#### Zuidoost
| Plaats | Club                          | Wed. | W | G | V  | Saldo | Ptn   |
| ------ | ----------------------------- | ---- | - | - | -- | ----- | ----- |
| 1.     | FC Wacker München             | 14   | 8 | 5 | 1  | 42:17 | 21:7  |
| 2.     | 1. FC Nürnberg                | 14   | 9 | 2 | 3  | 37:12 | 20:8  |
| 3.     | TSV 1860 München              | 14   | 8 | 1 | 5  | 28:29 | 17:11 |
| 4.     | VfB Stuttgart                 | 14   | 6 | 3 | 5  | 35:33 | 15:13 |
| 5.     | SC Freiburg                   | 14   | 5 | 5 | 4  | 25:29 | 15:13 |
| 6.     | FV Union Böckingen            | 14   | 4 | 2 | 8  | 22:29 | 10:18 |
| 7.     | VfR Fürth                     | 14   | 3 | 3 | 8  | 23:29 | 9:19  |
| 8.     | FC Phönix-Alemannia Karlsruhe | 14   | 2 | 1 | 11 | 17:51 | 5:23  |

### Wedstrijd om derde deelnemer eindronde
|              |                   |       |               |         |
| 17 juni 1928 | FC Wacker München | 3 - 2 | FSV Frankfurt | München |
| 17 juni 1928 |                   |       |               | München |